# Тупінамба (плем'я)

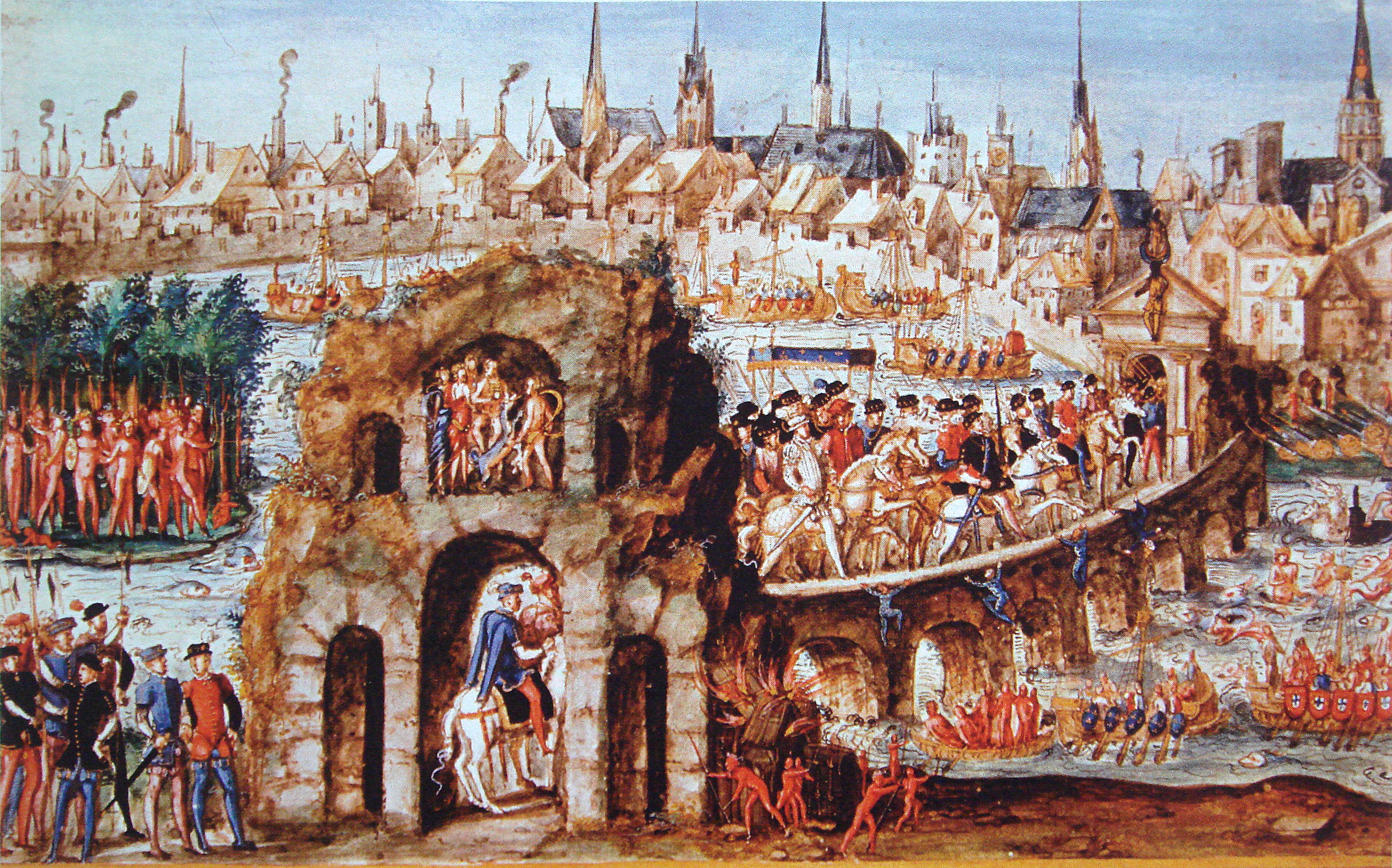
France Antarctique короля Франції Генріха II у Руані, 1 жовтня 1550 року. 300 оголених чоловіків були використані для ілюстрації життя в Бразилії та битви між союзниками французів Тупінамба та індіанцями Табахара.

Тупінамбá — одна з численних етнічних груп тупі, котрі населяли сучасну Бразилію ще до завоювання регіону португальськими колоніальними поселенцями. У перші роки контакту з португальцями тупінамба проживали по всьому східному узбережжі Бразилії. Ця назва також застосовувалася до інших груп, які розмовляли мовою тупі, таких як тупінікум, потігуара, тупінамба, теміміно, каете, табахара, тамойо, і тупінає, серед інших.
У вузькому значенні «тупінамба» це можна застосувати до народів тупінамба, які колись населяли правий берег річки Сан-Франсиску в Реконкаво-Байано та від Кабо-де-Сан-Томе в Ріо-де-Жанейро до міста Сан-Себастьян в Сан-Паулу . Їхня мова збереглася сьогодні у формі н'єнґату.
У XXI столітті народ тупінамба живе в Пара та південному регіоні Баїя навколо Олівенси. Боротьба тупінамба з Олівенси за визнання землі почалася в 2005 році. Тоді вони повернули собі близько 90 ферм. У результаті в 2006 році вони відкрили школи для корінних народів із власними методами навчання.

## Історія
За однією з версій, за сотні років до прибуття португальців тупінамба мігрували з південного узбережжя Бразилії на північне заради кращих можливостей для полювання та сільського господарства. Звідси вони розселялися в громадах, які могли підтримувати населення близько 100 осіб. Тупінамба спочатку допомагали португальцям у поневоленні інших корінних народів, але з часом португальці почали переслідувати й самих тупінамба. Частково завдяки цій відсутності альянсів португальці змогли їх завоювати.
Тупінамба було багато описано в «Cosmographie universelle» Андре Теве 1572 року, в «Histoire d'un voyage faict en la terre du Brésil» Жана де Лері 1578 року і «Warhaftige Historia und beschreibung eyner Landtschafft der Wilden Nacketen» Ганса Штадена. У ній він описує народ тупінамба, яка практикує канібалізм. Теве та Лері були джерелом натхнення для відомого есе Монтеня «Про канібалів» і вплинули на створення міфу про «благородного дикуна» в епоху Просвітництва .
Тупінамба, ймовірно, дали свою назву завдяки загальному французькому слову topinambour, що означає єрусалимський артишок .

## Культурні практики
Тупінамба були групою, яка покладалася на сільське господарство для отримання більшої частини своїх ресурсів, використовуючи підсічно-вогневу систему землеробства у своїй практиці. Як відомо, обоє — як жінки, так і чоловіки працювали на полях, причому жінки часто обробляли ґрунт перед тим, як чоловіки виконували свої обов'язки. Однак Тупінамба не обмежувалися землеробством. Відомо, що вони також полювали, ловили рибу та збирали ресурси, хоча й не в тому обсязі, який займався землеробством.